# Авилов, Вячеслав Михайлович
Вячеслав Михайлович Авилов — российский учёный в области борьбы с инфекционными болезнями животных, член-корреспондент РАСХН (1999), член-корреспондент РАН (2014).

## Биография
Родился 07.06.1940 в Лабинске Краснодарского края. Окончил Донской СХИ (1962).
- 1962—1964 главный ветврач совхоза «Барабинский» Новосибирской области
- 1964—1974 старший, с 1969 главный ветврач Новосибирского областного производственного управления сельского хозяйства
- 1974—1994 главный ветврач отдела особо опасных заболеваний, свойственных человеку и животным (1974—1983), начальник отдела по зоонозам (1983—1985), зам. начальника, зам. Главного государственного ветеринарного инспектора РСФСР (1985—1994) Главного управления ветеринарии МСХ РСФСР
- 1994—2004 руководитель Департамента ветеринарии МСХ и продовольствия Российской Федерации
- с 2004 г. профессор кафедры эпизоотологии Нижегородской cельскохозяйственной академии

Доктор ветеринарных наук (1997), член-корреспондент РАСХН (1999), член-корреспондент РАН (2014).
Принимал участие в разработке более 10 нормативно-технических документов РСФСР.
Участник ликвидации последствий аварии на Чернобыльской АЭС (1986—1987).
Заслуженный ветеринарный врач РФ. Лауреат Премии Совета Министров СССР. Награждён орденом Дружбы народов, медалями СССР и РФ, Рыцарским орденом Франции.
Автор (соавтор) более 100 научных работ, в том числе 18 книг, брошюр и методических рекомендаций, из них 3 монографий.
Публикации:
- Нетрадиционные методы исследований при дифференциальной диагностике бруцеллеза животных / соавт.: Н. Г. Горчакова и др. — Н. Новгород, 1994. — 86 с.
- Научно обоснованная система противобруцеллезных мероприятий: рекомендации / соавт.: В. В. Сочнев, В. А. Душкин. — Н. Новгород, 1995. — 34 с.
- Научно обоснованная система противоиерсиниозных мероприятий в животноводческих хозяйствах: рекомендации / соавт.: В. В. Сочнев и др. — Н. Новгород, 1995. — 46 с.
- Управлять — значит предвидеть: моногр. / соавт.: Л. Я. Юшкова и др. — Новосибирск, 1996. — 280 с.
- Совершенствование эпизоотической диагностики рабической болезни / соавт.: В. В. Сочнев и др. // Актуальные вопросы экологии безопасности сельского и лесного хозяйства. — М., 2004. — С. 81—95.